# Mind Ctrl: Psychic Chasms Possessed
Mind Ctrl: Psychic Chasms Possessed es un álbum que contiene todas las canciones del álbum Psychic Chasms de la banda estadounidense Neon Indian, con algunos "remixes" de varios artistas como por ejemplo: Toro y Moi, Body Language, Javelin, The Antlers, Twin Shadow, Bibio, Anoraak , Yacht y Dntel. Mind Ctrl: Psychic Chasms Possessed fue lanzado en otoño del 2010.

## Lista de canciones
| N.º   | Título                                                  | Duración |  |
| 1.    | «(AM)»                                                  | 0:25     |  |
| 2.    | «Deadbeat Summer»                                       | 4:03     |  |
| 3.    | «Laughing Gas»                                          | 1:43     |  |
| 4.    | «Terminally Chill»                                      | 3:33     |  |
| 5.    | «(If I Knew, I'd Tell You)»                             | 0:47     |  |
| 6.    | «6669 (I Don't Know If You Know)»                       | 3:21     |  |
| 7.    | «Should Have Taken Acid with You»                       | 2:21     |  |
| 8.    | «Mind, Drips»                                           | 3:09     |  |
| 9.    | «Psychic Chasms»                                        | 4:06     |  |
| 10.   | «Local Joke»                                            | 3:27     |  |
| 11.   | «Ephemeral Artery»                                      | 2:52     |  |
| 12.   | «7000 (Reprise)»                                        | 0:57     |  |
| 13.   | «Deadbeat Summer (Toro Y Moi Remix)»                    | 3:01     |  |
| 14.   | «Should Have Taken Acid With You (Body Language Remix)» | 3:19     |  |
| 15.   | «(If I Knew, I'd Tell You) (Javelin Remix)»             | 3:10     |  |
| 16.   | «Mind, Drips (Bibio Remix)»                             | 4:13     |  |
| 17.   | «Terminally Chill (Yacht Remix)»                        | 3:53     |  |
| 18.   | «Ephemeral Artery (The Antlers Remix)»                  | 3:03     |  |
| 19.   | «Psychic Chasms (Twin Shadow cover)»                    | 3:08     |  |
| 20.   | «Local Joke (Dntel Mix)»                                | 3:53     |  |
| 21.   | «Psychic Chasms (Anoraak Remix)»                        | 4:43     |  |
| 59:42 |                                                         |          |  |